# Arazhpara
Arazhpara (en georgiano: არაჟპარა) o Arazhupara (en abjasio: Аражәпара) es una aldea que pertenece a la parcialmente reconocida República de Abjasia, dentro del distrito de Ochamchire, aunque de iure es parte del municipio de Ochmachire de la República Autónoma de Abjasia de Georgia.

## Geografía
Arazhpara está en la corilla del río Duab, a 24 km de Ochamchire. La aldea se administra desde el pueblo de Chlou.  